# Isao Takahata

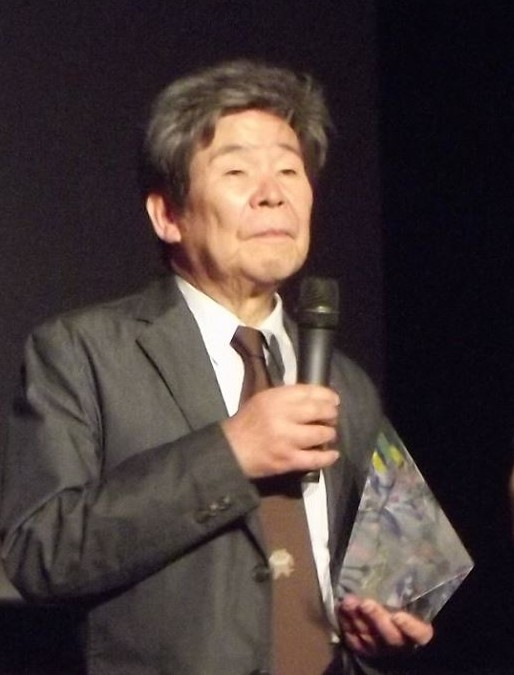
Isao Takahata auf dem Festival d’Animation Annecy 2014

Isao Takahata (japanisch 高畑 勲 Takahata Isao; * 29. Oktober 1935 in Ujiyamada, Präfektur Mie; † 5. April 2018 in Itabashi, Präfektur Tokio) war ein japanischer Regisseur und Produzent von Animeserien und -filmen. Er war Mitbegründer von Studio Ghibli und vor allem durch seine Arbeiten für dieses Produktionsstudio bekannt. Davon abgesehen ist sein bekanntestes Werk in Europa die Fernsehserie Heidi.

## Leben
Isao Takahata wurde am 29. Oktober 1935 als siebtes Kind des Schullehrers Asajirō Takahata (1888–1984) in Ujiyamada geboren. In der Nacht vom 28. auf den 29. Juni 1945 überlebte er im Alter von neun Jahren einen schweren Bombenangriff der USAAF mit 138 B-29-Bombern auf Okayama, dessen Erinnerungen ihn in seinen späteren Werken erheblich beeinflussten.
1959 schloss Takahata sein Studium der französischen Literatur an der Universität Tokio ab und arbeitete daraufhin für das neu gegründete Zeichentrickstudio Tōei Animation. Dort traf er unter anderem auf Hayao Miyazaki, mit dem er sich anfreundete und den er stark beeinflusste. Laut Yasuo Ōtsuka, einem Animator und ehemaligen Kollegen Takahatas, wäre Miyazaki ohne Takahata wahrscheinlich nie als Regisseur aktiv geworden und hätte weiterhin lediglich Mangas gezeichnet, da Miyazaki erst durch seine Werke ein größeres Interesse an Animationsfilmen entwickelt habe. In den 1960er Jahren führte Takahata Regie bei Anime-Produktionen wie Ōkami Shōnen Ken und Taiyō no Ōji: Horusu no Daibōken. In den 1970er Jahren arbeitete er bei beinahe allen Serien des World Masterpiece Theaters mit, darunter Heidi und Anne mit den roten Haaren. Er förderte das Talent von Miyazaki und unterstützte ihn bei seinen Werken wie Future Boy Conan und Nausicaä. Der Erfolg von Nausicaä ermöglichte die Gründung von Studio Ghibli, für das er in den folgenden Jahren unter anderem Die letzten Glühwürmchen und Tränen der Erinnerung – Only Yesterday kreierte.
2009 wurde der „Altmeister des japanischen Trickfilms“ auf dem Internationalen Filmfestival von Locarno mit dem Ehrenleoparden für sein Lebenswerk geehrt.
2013, mehr als zehn Jahre nach seinem vorhergehenden Film Meine Nachbarn die Yamadas, kam Die Legende der Prinzessin Kaguya in die japanischen Kinos, der letzte Film, in dem Takahata Regie führte. Er wurde u. a. für den Oscar 2015 in der Kategorie „Bester animierter Spielfilm“ nominiert. Bei dem 2016 erschienenen Film Die rote Schildkröte war er als Leiter der Animationsabteilung tätig.
Darüber hinaus war Takahata als Gegner von Premierminister Shinzō Abe politisch aktiv. Er stand dessen Plan, Artikel 9 der japanischen Verfassung zu ändern und Japan unter Umständen eine größere militärische Rolle zuzuschreiben, kritisch gegenüber und nahm regelmäßig an Protesten dagegen teil. Zudem engagierte er sich öffentlich als Befürworter der Kommunistischen Partei Japans und war Vorsitzender der Eigajin Kyūjō no Kai (映画人九条の会, dt. etwa Vereinigung von Filmemachern für Artikel 9), die der Kommunistischen Partei nahe steht.
Takahata starb am 5. April 2018 im Universitätsklinikum der medizinischen Fakultät der Teikyō-Universität (帝京大学医学部附属病院 Teikyō Daigaku Igakubu Fuzokubyōin) in Itabashi im Alter von 82 Jahren an Lungenkrebs. Er sei Angehörigen zufolge bereits seit Sommer 2017 gesundheitlich angeschlagen und danach mehrmals im Krankenhaus gewesen.

## Filmografie (Auswahl)
- 1971–1972: Lupin III.: Part 1 (Rupan Sansei)
- 1963: Ōkami Shōnen Ken
- 1968: Taiyō no Ōji: Horusu no Daibōken
- 1969: Mōretsu Atarō
- 1972: Die Abenteuer des kleinen Panda (Panda Kopanda)
- 1973: Die Abenteuer des kleinen Panda (Panda kopanda amefuri sâkasu no maki)
- 1974: Heidi (Arupusu no Shōjo Haiji)
- 1975: Niklaas, ein Junge aus Flandern (Furandāsu no Inu)
- 1976: Marco (Haha o Tazunete Sanzen-ri)
- 1978: Perrine (Perīnu Monogatari)
- 1978: Future Boy Conan (Mirai Shōnen Conan)
- 1979: Anne mit den roten Haaren (Akage no An)
- 1981: Jarinko Chie
- 1982: Goshu, der Cellist (Serohiki no Gōshu)
- 1984: Nausicaä aus dem Tal der Winde (Kaze no Tani no Naushika)
- 1986: Das Schloss im Himmel (Tenkū no Shiro Rapyuta)
- 1988: Die letzten Glühwürmchen (Hotaru no Haka)
- 1991: Tränen der Erinnerung – Only Yesterday (Omohide Poro Poro)
- 1994: Pom Poko (Heisei Tanuki Gassen Pompoko)
- 1999: Meine Nachbarn die Yamadas (Hōhokekyo Tonari no Yamada-kun)
- 2003: Fuyu no Hi, Episodenfilm mit 35 weiteren Animatoren/Regisseuren
- 2013: Die Legende der Prinzessin Kaguya (Kaguya-hime no Monogatari)

## Auszeichnungen (Auswahl)
- Mainichi Eiga Concours 1982: Ōfuji-Noburō-Preis für Goshu, der Cellist
- Medaille am Violetten Band 1989: Verdienstorden der japanischen Regierung für akademische und künstlerische Errungenschaften und Leistungen
- Chicago International Children’s Film Festival 1994: Animation Jury Award und Rights of the Child Award für Die letzten Glühwürmchen
- Mainichi Eiga Concours 1995: Preis in der Kategorie Bester Animationsfilm für Pom Poko
- Medaille am Blauen Band 1998: Verdienstorden der japanischen Regierung für Erfolge zur Verbesserung des Gemeinwohls und der Bildung
- Filmfestival von Locarno 2009: Ehrenleopard
- Oscar 2015: Nominierung für Die Legende der Prinzessin Kaguya als „Bester animierter Spielfilm“
- Officier des Arts et Lettres 2015: Verdienstorden des französischen Kulturministeriums für Takahatas langjährige Zusammenarbeit mit französischen Animatoren und das Übersetzen von französischen Gedichten ins Japanische